# Isidro Melara Berrocal
Isidro Melara Berrocal (24 de març de 1917, València d'Alcántara - 27 de febrer de 1978, Càceres) va ser un poeta i escriptor espanyol en extremeny.
Quan va acabar la Guerra Civil Espanyola es va traslladar a Càceres, on va treballar com a funcionari de la Càmera Sindical Agrària. Va col·laborar en diverses revistes com Alcántara i en periòdics regionals.
Va ser escriptor de poesia, encara que tan sols va poder publicar en vida una de les seues obres, Armonía, una compilació de la seua producció literária fins a 1948. No obstant això va quedar inèdita Ofrendas. Els seus poemes estan presents en diferents antologies com la feta per V. Gutiérrez Macías Cantores de la Virgen de la Montaña o la feta per L. Martínez Terrón Primera Antología de Poesía Extremeña. Usava la llengua de la zona d'Alcántara i es poden trobar trets de Luis Chamizo Trigueros i José María Gabriel i Galán.